# Anahit

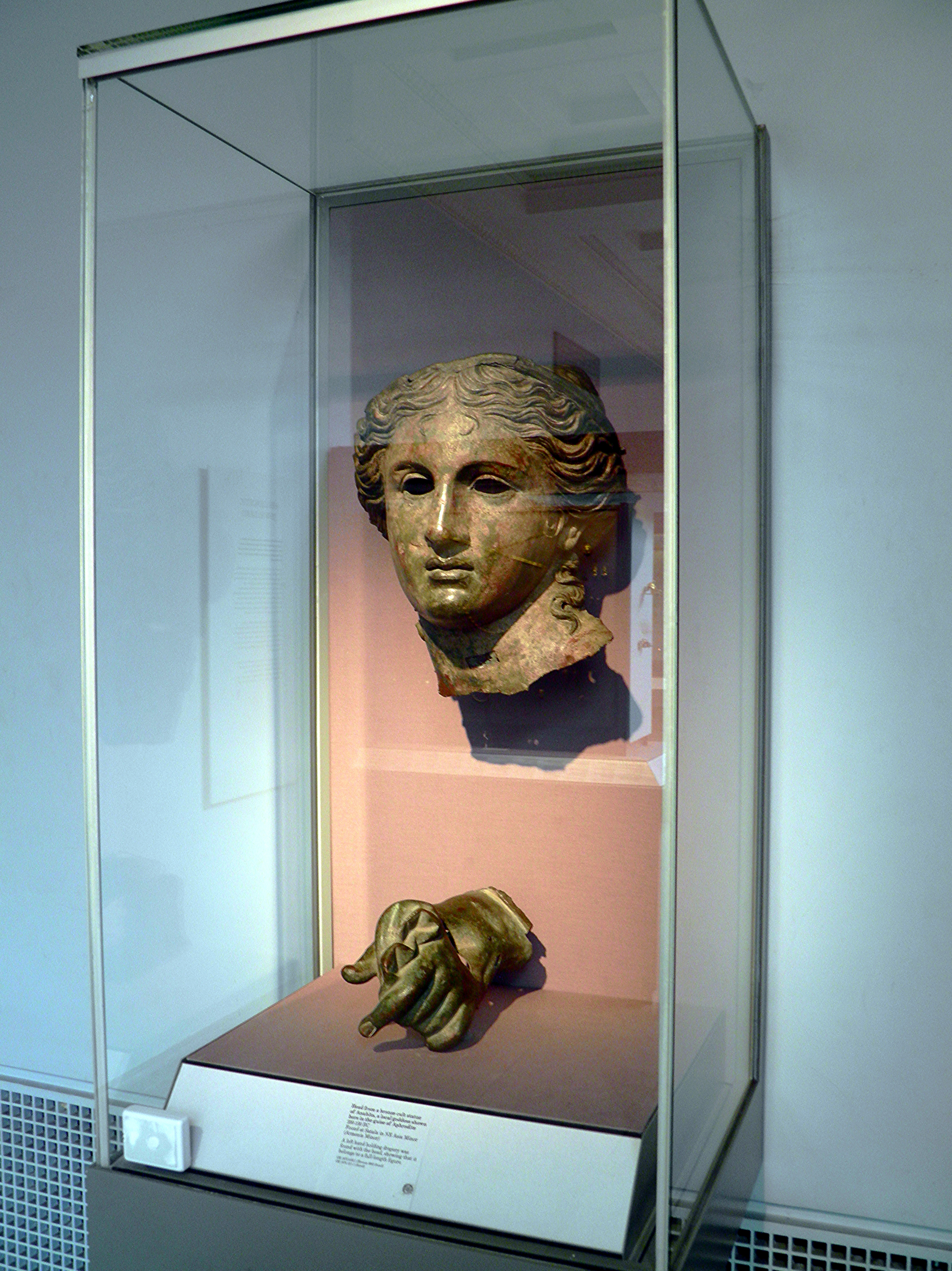
Head and left hand from a bronze cult statue of Anahita, a local goddess shown here in the guide of Aphrodite, 200-100 BC, British Museum (8167358544)

Anahit var fruktbarhetens, läkekonstens, visdomens och vattnets gudinna i armenisk mytologi. Hon var ursprungligen influerad av den iranska gudinnan Anahita, men kom att bli en av de absolut viktigaste gudarna i den armeniska religionen. 